# پیرایواتلو
پیرایواتلو، مرکز دهستان اولتان و روستایی از توابع بخش مرکزی شهرستان پارس‌آباد در استان اردبیل ایران است.

## جمعیت
این روستا در دهستان اولتان قرار دارد و براساس سرشماری عمومی نفوس و مسکن در سال ۱۳۹۵، جمعیت آن برابر با ۷۲۱ نفر (۲۱۶ خانوار) بوده‌است.